# Gérygone brune
Gerygone mouki
Espèce
Statut de conservation UICN

 LC  : Préoccupation mineure
La Gérygone brune (Gerygone mouki) est une espèce de passereaux de la famille des Acanthizidae originaire d'Australie.

## Description
Elle mesure environ 10 cm de longueur. Le dos est gris foncé ou brun tandis que la face et le ventre sont d'un gris plus pâle, crème ou brun délavé. Les plumes de la queue sont noires et peuvent être blanches à l'extrémité.
Elle peut être aperçue dans les forêts tropicales, seule ou en petits groupes de deux à quatre. Elle se nourrit d'insectes.
Son chant d'appel est vif et répété, transcrit en anglais par which-is-it-is-it ou plus doux.

## Répartition et sous-espèces
Elle se répand à travers la façade littorale est de l'Australie.
Selon la classification de référence du Congrès ornithologique international (15.1, 2025) elle se répartit en trois sous-espèces, du nord au sud :
- Gerygone mouki mouki Mathews, 1912 ;
- Gerygone mouki amalia Meise, 1931 ;
- Gerygone mouki richmondi (Mathews, 1915).